# Guilt Show
Guilt Show è il quarto album in studio del gruppo musicale statunitense The Get Up Kids, pubblicato nel 2004.

## Tracce
1. Man of Conviction – 1:34
2. The One You Want – 3:15
3. Never Be Alone – 3:17
4. Wouldn't Believe It – 3:47
5. Holy Roman – 2:51
6. Martyr Me – 3:26
7. How Long is Too Long – 2:25
8. Sick in Her Skin – 4:25
9. In Your Sea – 3:02
10. Sympathy – 3:09
11. The Dark Night of the Soul – 3:01
12. Is There a Way Out – 6:20
13. Conversation – 4:56